# Marcusenius fuscus
Marcusenius fuscus es una especie de pez elefante eléctrico en la familia Mormyridae presente en la cuenca del Río Congo. Es nativa de la República democrática del Congo; puede alcanzar un tamaño aproximado de 199 mm.
Respecto al estado de conservación, se puede indicar que de acuerdo a la IUCN, esta especie puede catalogarse en la categoría «preocupación menor (LC)».